# Chris Benard
Chris Benard (ur. 4 kwietnia 1990) – amerykański lekkoatleta specjalizujący się w trójskoku.
W 2012 sięgnął po srebro młodzieżowych mistrzostw NACAC w Irapuato. Jedenasty zawodnik halowego czempionatu w Portland (2016). W tym samym roku nie przebrnął przez eliminacje podczas igrzysk olimpijskich w Rio de Janeiro. W 2017 zajął 6. miejsce na mistrzostwach świata w Londynie.
Medalista mistrzostw Stanów Zjednoczonych. Stawał na podium czempionatu NCAA.
Rekordy życiowe: stadion – 17,48 (23 czerwca 2017, Sacramento); hala – 17,02 (15 lutego 2020, Albuquerque).

## Osiągnięcia
| Rok  | Impreza                       | Miejsce        | Lokata            | Wynik |
| ---- | ----------------------------- | -------------- | ----------------- | ----- |
| 2012 | Młodzieżowe mistrzostwa NACAC | Irapuato       | 2. miejsce        | 15,90 |
| 2016 | Halowe mistrzostwa świata     | Portland       | 11. miejsce       | 16,15 |
| 2016 | Igrzyska olimpijskie          | Rio de Janeiro | el. – 16. miejsce | 16,55 |
| 2017 | Mistrzostwa świata            | Londyn         | 6. miejsce        | 17,16 |
| 2018 | Mistrzostwa NACAC             | Toronto        | 2. miejsce        | 16,73 |
| 2019 | Mecz Europa – USA             | Mińsk          | 1. miejsce        | 17,01 |
| 2021 | Igrzyska olimpijskie          | Tokio          | el. – 18. miejsce | 16,59 |
| 2022 | Mistrzostwa świata            | Eugene         | el. – 16. miejsce | 16,53 |
| 2022 | Mistrzostwa NACAC             | Freeport       | 1. miejsce        | 16,40 |
| 2023 | Mistrzostwa świata            | Budapeszt      | 9. miejsce        | 16,62 |
| 2023 | Igrzyska panamerykańskie      | Santiago       | 4. miejsce        | 16,48 |
| 2024 | Halowe mistrzostwa świata     | Glasgow        | 12. miejsce       | 16,14 |